# Пара (филателия)
Па́ра — в филателии две соединённые между собой горизонтально или вертикально почтовые марки, при этом каждая марка может быть отделена и использована в почтовом обращении по отдельности. Марки могут быть с перфорацией или без неё, а по изображению как разные, так и одинаковые.

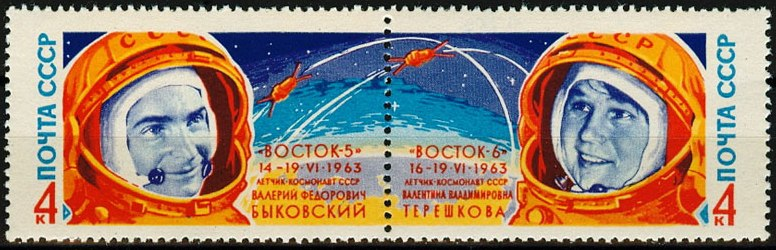
Пара (сцепка) почтовых марок СССР (1963). Художники Лесегри

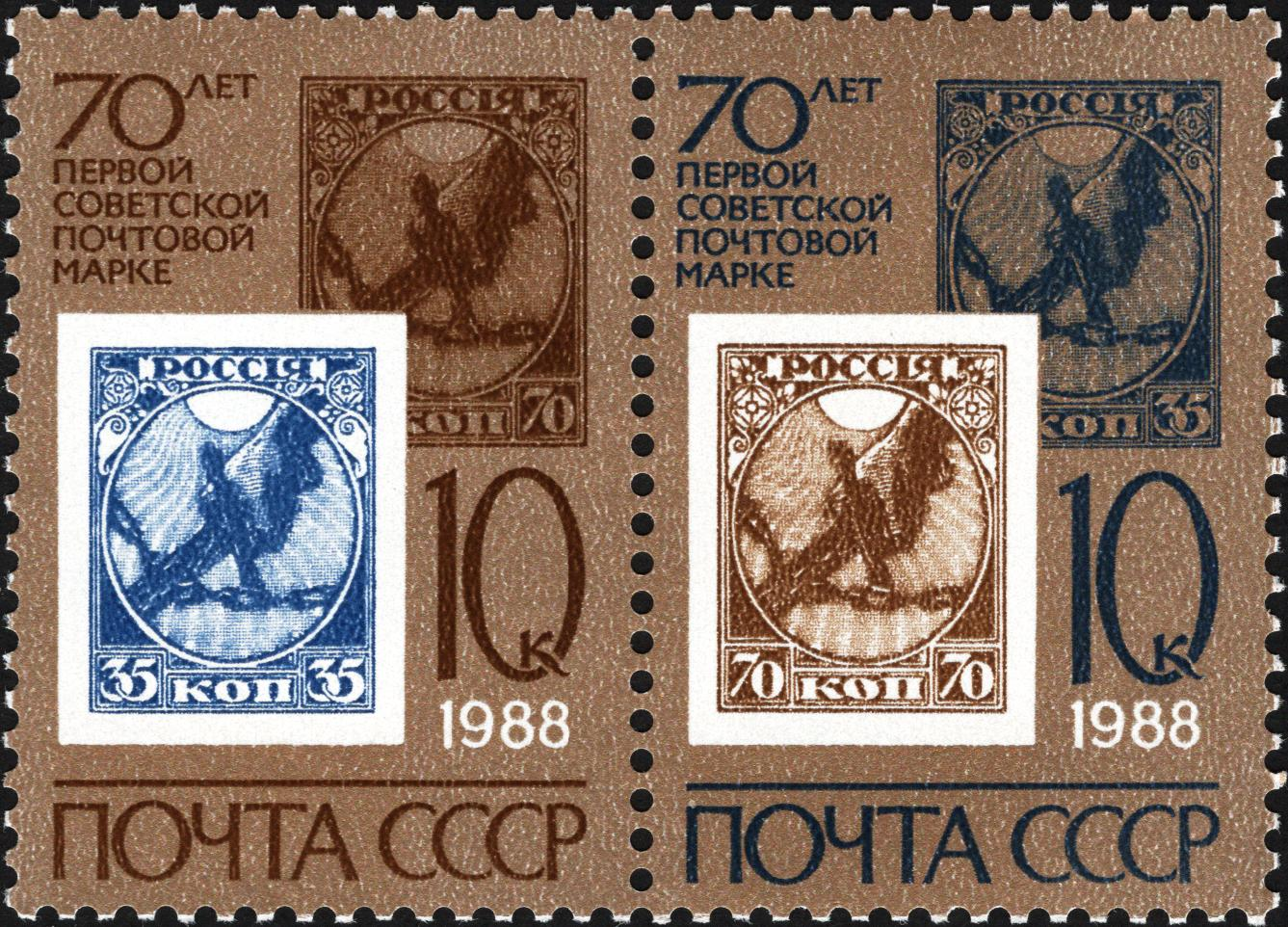
Горизонтальная пара почтовых марок СССР с полями (1988). Художник В. Коваль

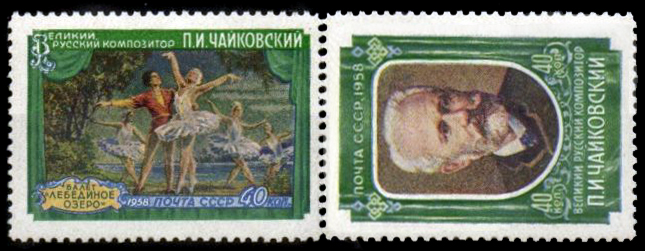
Пара (куше) почтовых марок СССР (1958). Художник С. Поманский

Иногда пары могут быть неперфорированными посередине.

## Виды пар
- Горизонтальная пара — две соединённые между собой горизонтально почтовые марки.
- Вертикальная пара — две соединённые между собой вертикально почтовые марки.
- Пара с полями, или крайняя пара, — две соединённые марки, отделённые от края марочного листа вместе с прилегающим полем листа.

Учитывая наличие вертикальных и горизонтальных пар и общее количество марок в листе, возможны разные сочетания одной и той же пары марок с полями. К примеру, вертикальная пара с полями из верхнего края (из первого ряда) листа означает, что верхняя марка будет с частью поля, а нижняя марка из второго ряда будет с частью поля в случае боковых крайних пар, или без поля в остальных случаях.
- Пара с перемычкой, или пара с дорожкой (гаттер-пара; англ. gutter pair) — две марки, соединённые между собой перемычкой (гаттером)[5].